# 브루스 맬무스
브루스 맬무스(Bruce Malmuth, 1934년 2월 4일 ~ 2005년 6월 29일)는 미국의 영화 제작자이다. 베스트 키드 영화 시리즈에 참여한 것으로 잘 알려져 있다.

## 참여 작품
- 포어 플레이
- 나이트호크 (1981년 영화)
- 베스트 키드
- 베스트 키드 2
- 해피 뉴 이어 (1987년 영화)
- 고독한 스승
- 복수무정
- 펜타트론